# Jimmy Turgis
Jimmy Turgis (Bourg-la-Reine, 10 de agosto de 1991) es un ciclista francés que fue profesional entre 2014 y febrero de 2020.
Es el hermano mayor de los también ciclistas profesionales Anthony Turgis y Tanguy Turgis.
El 10 de febrero de 2020 anunció su retirada como ciclista profesional debido a problemas cardíacos, mismo motivo que llevaron al retiro de su hermano Tanguy en 2018.

## Palmarés
- No consiguió ninguna victoria como profesional.

## Resultados en Grandes Vueltas
Durante su carrera deportiva consiguió los siguientes puestos en las Grandes Vueltas. 
| Carrera | Carrera         | 2014 | 2015 | 2016 | 2017 | 2018 | 2019 |
| ------- | --------------- | ---- | ---- | ---- | ---- | ---- | ---- |
|         | Giro de Italia  | —    | —    | —    | —    | —    | —    |
|         | Tour de Francia | —    | —    | —    | —    | —    | —    |
|         | Vuelta a España | —    | —    | —    | Ab.  | —    | —    |

—: no participa

Ab.: abandono